# کبک حنایی
کبک آهنی‌رنگ (نام علمی: Caloperdix oculeus) نام یک گونه از تیره قرقاولان است.